# Sylke Otto
Sylke Otto (ur. 7 lipca 1969 w Karl-Marx-Stadt) – niemiecka saneczkarka, dwukrotna mistrzyni olimpijska, wielokrotna medalistka mistrzostw świata u zdobywczyni Pucharu Świata. Jedna z najbardziej utytułowanych zawodniczek w konkurencji kobiecych jedynek w historii.

## Igrzyska olimpijskie
W 1992 roku wystartowała na igrzyskach olimpijskich w Albertville, zajmując trzynaste miejsce. Na kolejny olimpijski start musiała poczekać dziesięć lat, kiedy to wzięła udział w igrzyskach w Salt Lake City. Zdobyła tam złoty medal, wyprzedzając dwie rodaczki: Barbarę Niedernhuber i Silke Kraushaar. Brała też udział w igrzyskach olimpijskich w Turynie w 2006 roku, gdzie obroniła tytuł mistrzowski, pokonując Kraushaar i kolejną Niemkę Tatjanę Hüfner.

## Mistrzostwa świata
Łącznie Otto zdobyła dwanaście medali mistrzostw świata. W jedynkach dokonała tego czterokrotnie: na MŚ w Sankt Moritz (2000), MŚ w Calgary (2001), MŚ w Siguldzie (2003) i MŚ w Park City (2005). Na dwóch ostatnich imprezach zdobywała też złote medale w rywalizacji drużynowej. Ponadto na MŚ w Innsbrucku (1997), MŚ w Sankt Moritz (2000) i  MŚ 2001 była druga w drużynie, podczas MŚ w Königssee (1999) była trzecia indywidualnie i drużynowo, a na MŚ w Nagano (2004) zajęła trzecie miejsce w jedynkach.

## Puchar Świata
W Pucharze Świata zadebiutowała w 1994 roku. Czterokrotnie wygrywała klasyfikację generalną, w sezonach 1994/1995, 1999/2000, 2002/2003 oraz 2003/2004. Czterokrotnie zajmowała też drugie miejsce w klasyfikacji końcowej, w sezonach 1998/1999, 2000/2001, 2001/2002 i 2005/2006. Ponadto w sezonie 2004/2005 stała na najniższym stopniu podium. Łącznie odniosła 37. zwycięstw w zawodach Pucharu Świata.

## Mistrzostwa Europy
W latach 1990–2004 zdobyła pięć złotych, dwa srebrne i jeden brązowy medal. Trzykrotnie (1990, 1992, 2000) była mistrzynią Europy w zespole mieszanym. W 2000 roku w Winterbergu zdobyła złoty medal indywidualnie i w zespole mieszanym, a w 2002 roku była najlepsza indywidualnie.

## Zakończenie kariery
Niemka zakończyła karierę w 2007 roku. Powodem decyzji był wypadek na torze w Schönau am Königssee na początku stycznia tego roku oraz wypadek Rosjanina Albierta Diemczenki na torze w Oberhofie tydzień później. Ponadto Otto była wówczas w ciąży. W marcu 2008 roku została radną miasta Zirndorf, gdzie mieszka wraz z rodziną.